# Ема Морано
Ѐма Мартѝна Луѝджа Мора̀но (на италиански: Emma Martina Luigia Morano) е италианска столетница.
Умира през април 2017 година на 117 години и 137 дни, което я нарежда сред първите 10 доказано най-възрастни хора, живели някога на света, и остава последния жив човек, роден през XIX век. Тя е най-дълголетната италианка.

## Биография
Родена е на 29 ноември 1899 г. в Чивиаско, Кралство Италия. Тя е най-голямото от 8-те деца в семейството на Джовани Морано и Матилде Брешани. Родът ѝ се слави с дълга продължителност на живота. Майка ѝ и леля ѝ живеят до над 90-годишна възраст, а нейната сестра Анджела Морано (1908 – 2011) умира на 102-годишна възраст.
Когато е още малка, заедно с родителите си се преместват в Осола, където е работното място на баща ѝ. Поради лошия климат се премества в Паланца на брега на езерото Лаго Маджоре. Там прекарва по-голямата част от живота си. През октомври 1926 г. се омъжва за Джовани Мартинуци (1901 – 1978). През 1937 г. се ражда единственото им дете, което умира на 6-месечна възраст.
До 1954 г. работи във фабрика за юта. След това работи в кухнята на колежа „Света Мария“ в Паланца до навършване на 75-годишна възраст.
Попитана каква е тайната на дълголетието ѝ, тя отговаря, че никога през живота си не пила лекарства, яде по три яйца на ден, пие чаша домашно бренди и понякога яде шоколад, но над всичко стои позитивното мислене за бъдещето. Дължи дългия си живот на диетата със сурови яйца и на това, че е сама.
Умира на 117-годишна възраст на 15 април 2017 г. във Вербания, Италия.